# Élodie Frégé

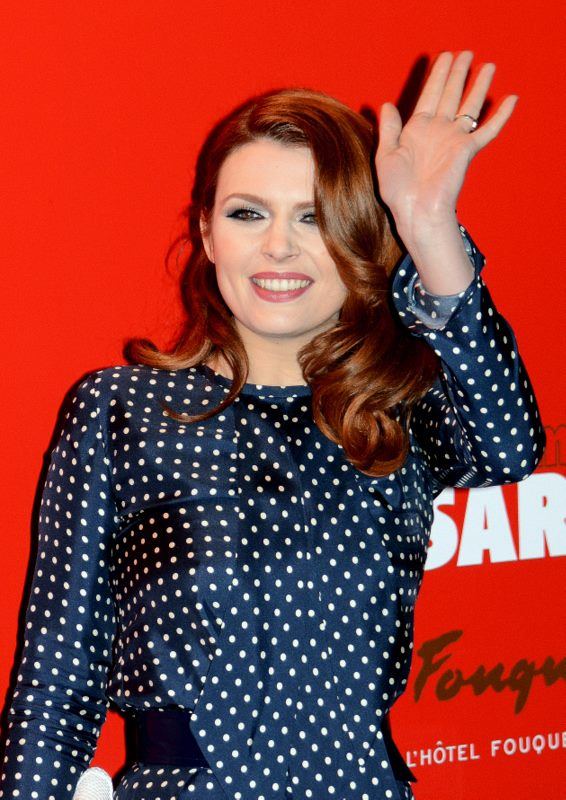
Élodie Frégé (2015)

Élodie Frégé (* 15. Februar 1982 in Cosne-Cours-sur-Loire) ist eine französische Sängerin und Gewinnerin der dritten Staffel der französischen Castingshow Star Academy.

## Leben
Im Alter von zwölf Jahren nahm Frégé Tanzunterricht bei Guy Tel. 1999 hatte sie ihren ersten öffentlichen Auftritt als Sängerin bei dem jährlichen Stadtfest „Nuits du Vieux Château“. Nach ihrem Schulabschluss 2000 studierte sie ein Jahr Englisch an der Université de Bourgogne, entschied sich dann aber für die Bühne.
Am 20. Dezember 2003 gewann Frégé die dritte Staffel der französischen Star Academy und teilte ihren Gewinn mit dem zweiten Gewinner Michał Kwiatkowski. Am 30. März 2004 gewann sie in Cannes den Eurobest (Star Academy international). Im Jahr 2005 erhielt sie die Trophäe „Les Ailes de l'Expérience“, verliehen von der Académie de Mâcon.

## Diskografie

### Alben
- 2004: Elodie Frégé
- 2006: Le jeu des 7 erreurs
- 2010: La fille de l'après-midi
- 2013: Amuse Bouches

### Singles
- 2004: De l'eau
- 2004: Viens jusqu'à moi (En duo avec Michal)
- 2004: Je te dis non
- 2006: La ceinture (nicht kommerziell veröffentlicht)
- 2006: Si je reste (un peu) (nicht kommerziell veröffentlicht)
- 2007: La Fidélité (nicht kommerziell veröffentlicht)
- 2010: La Fille De L'Après-Midi
- 2010: La Belle et la Bête
- 2013: Comment t'appelles-tu ce matin?
- 2013: Un jour mon prince viendra aus dem Album We Love Disney
- 2013: La ceinture
- 2014: Il pleut aus dem Album La Bande à Renaud